# Цеґає Кебеде
Цеґає Кебеде  (амх.  ፀጋየ ከበደ ዎርዶፋ, 15 січня 1987) — ефіопський легкоатлет, олімпійський медаліст.

## Виступи на Олімпіадах
| Олімпіада  | Дисципліна       | Місце |
| ---------- | ---------------- | ----- |
| Пекін 2008 | марафонський біг | 3     |